# Iconcrash
Iconcrash est un groupe musical de Helsinki créé par le chanteur Jaani Peuhu. Les membres du groupe sont Anu Tukeva (piano), Jesse « Hz » Valo (guitare basse), Matti « Eväät » Toivonen (guitare) et Oskari « Ose » Vilmunen (batterie),. Le groupe est en activité depuis 2004. Le groupe fait surtout de la musique rock et électronique. Jesse Valo est le jeune frère de Ville Valo, chanteur dans le groupe finlandais HIM.
Leur premier single est sorti en 2004 et a été fait en collaboration avec le groupe finlandais Viola. Le single était une publication commune de Futurecords et If Society; et incluait au total quatre chansons, deux de chaque groupe.
Pour l'instant, Iconcrash a publié seulement un album, Nude,,,, au printemps de 2005. Nude a été publié sous Parole/Futurecords et a été mixé chez Alchemy Soho Studios à Londres, par Ray Staff, qui a édité beaucoup de chansons populaires comme : Aladin Sane et Ziggy Stardust de David Bowie, Madman Across the Water d'Elton John, Physical Graphiti et Presence de Led Zeppelin, Crime Of The Century de Supertramp, et It's Only Rock 'N Roll des Rolling Stones.
En février de 2005, la chanson The Lovers de l'album Nude a été sélectionnée par les auditeurs de la BBC en Finlande ; elle a battu celle de Keane This is the Last Time et Giving You Up de Kylie Minogue, pendant plus de quatre jours. Iconcrash est apparu sur MTV3 et Radio Helsinki, et également dans une entrevue récente par Mad Eyed Moose Interviews et Eurobands.
Iconcrash a également joué au célèbre Mercury Lounge (en 4.1.2005) à New York avec Something For Rockets et Viva Voce.
En ce moment, le groupe travaille sur son deuxième album. Ils enregistrent l'album chez Dynasty Studios en Finlande avec l'aide d'Antti Eräkangas.

## Membres actuels
- Jaani Peuhu : À l'âge de 13 ans, Jaani Peuhu faisait partie du groupe Chaoslord et donna son premier concert à Ruovesi à l'âge de 14 ans. Précédemment, Jaani était batteur dans des groupes telles que Varjo, Deadbabes, Myyt, Mary-Ann[13], Billy-Goats, Jalankulkuämpäri, Kinetic et VUK[14]. Jaani a commencé sa carrière solo en 2004 où il a fait son premier disque en tant que chanteur et parolier sous le nom d'Iconcrash. Jaani a également travaillé dans le studio en tant que producteur et musicien avec des artistes invités comme Before the Dawn, Swallow The Sun, Ratas et Anna Eriksson[15],[16],[17].
- Anu Tukeva : Anu Tukeva a auparavant jouée avec le groupe Viola.
- Jesse Valo : Jesse Valo jouait avec les groupes VUK et Brightboy[18],[19].
- Matti Toivonen : Y compris Iconcrash, Matti Toivonen joue toujours avec le groupe Valerian[20],[21].
- Oskari « Ose » Vilmunen : Oskari Vilmunen a autrefois joué avec les groupes Come Inside, KMA et Heaven 'n Hell[22].

## Discographie
- Iconcrash: Happy? (2003)

1. Happy?
2. Ocean
3. Innocence

- Viola / Iconcrash PE (11/3/2004)

1. Loveghost (Iconcrash)
2. Violentia (Viola)
3. Lovelights (Iconcrash)
4. Chains Around My Heart (Viola)

- Nude (3/16/2005)

1. St. Michael
2. Heaven's Map
3. Ocean
4. The Lovers
5. 4
6. Swanlike
7. The Knife
8. Chains Around My Heart (Again)
9. Concordia
10. Her Violence

- The Lovers (Radio, 2005)

## Compilations
- Mama Trash Family Artists Volume II : In Trash We Trust Compilation Album 2008

Single : Lullaby For Nicole
- Clive Barker's Midnight Meat Train Soundtrack Album 2008

Single : Strange, Strange Dark Star (remix par Justin Lassen)
- Viola: Melancholydisco Remix Album 2005

Single : Three Minutes Later (remix d'Iconcrash)
- Japan Billboard Magazine Compilation Album 2005

Single:"The Lovers"
- Kunigunda Lunar Songs 4 Compilation Album 2005

Single : The Lovers